# راي جانسين
راي جانسين (بالإنجليزية: Ray Janssen)‏ هو سياسي أمريكي، ولد في 5 يوليو 1937. حزبياً، نشط في الحزب الديمقراطي.